# Online Film Critics Society Awards/Beste Nebendarstellerin
Der Online Film Critics Society Award (OFCS Award) für die beste Nebendarstellerin wird seit 1997 jedes Jahr verliehen.

## Statistik
| Statistik                                            |                                                        |
| Am häufigsten honorierte Nebendarstellerin           | In dieser Kategorie hat noch niemand zweimal gewonnen. |
| Am häufigsten nominierte Nebendarstellerin           | Amy Adams (4 Nominierungen)                            |
| Am häufigsten nominierte Nebendarstellerin ohne Sieg | Amy Adams (4 Nominierungen)                            |

## Gewinnerinnen und Nominierte
Alle Nominierten eines Jahres sind angeführt, die Siegerin steht jeweils zuoberst.

### 1997 bis 1999
1997
Gloria Stuart – Titanic
Joan Cusack – Ein Mann – ein Mord (Grosse Pointe Blank)
Julianne Moore – Das Familiengeheimnis (The Myth of Fingerprints)
1998
Joan Allen – Pleasantville – Zu schön, um wahr zu sein (Pleasantville)
Kathy Bates – Mit aller Macht (Primary Colors)
Lisa Kudrow – The Opposite of Sex – Das Gegenteil von Sex
1999
Catherine Keener – Being John Malkovich
Thora Birch – American Beauty
Cameron Diaz – Being John Malkovich
Julianne Moore – Magnolia
Chloë Sevigny – Boys Don’t Cry

### 2000 bis 2009
2000
Kate Hudson – Almost Famous – Fast berühmt (Almost Famous)
Jennifer Connelly – Requiem for a Dream
Elaine May – Schmalspurganoven (Small Time Crooks)
Frances McDormand – Almost Famous – Fast berühmt
Zhang Ziyi – Tiger and Dragon (Crouching Tiger, Hidden Dragon)
2001
Jennifer Connelly – A Beautiful Mind – Genie und Wahnsinn
Scarlett Johansson – Ghost World
Helen Mirren – Gosford Park
Maggie Smith – Gosford Park
Marisa Tomei – In the Bedroom
2002
Kathy Bates – About Schmidt
Edie Falco – Land des Sonnenscheins – Sunshine State (Sunshine State)
Samantha Morton – Minority Report
Meryl Streep – Adaption – Der Orchideen-Dieb (Adaptation.)
Catherine Zeta-Jones – Chicago
2003
Shohreh Aghdashloo – Haus aus Sand und Nebel (House of Sand and Fog)
Maria Bello – The Cooler – Alles auf Liebe
Patricia Clarkson – Pieces of April – Ein Tag mit April Burns
Holly Hunter – Dreizehn (Thirteen)
Renée Zellweger – Unterwegs nach Cold Mountain (Cold Mountain)
2004
Cate Blanchett – Aviator (Aviator)
Laura Linney – Kinsey – Die Wahrheit über Sex
Virginia Madsen – Sideways
Natalie Portman – Hautnah (Closer)
Sharon Warren – Ray
2005
Maria Bello – A History of Violence
Amy Adams – Junikäfer (Junebug)
Catherine Keener – Capote
Rachel Weisz – Der ewige Gärtner (The Constant Gardener)
Michelle Williams – Brokeback Mountain
2006
Abigail Breslin – Little Miss Sunshine
Adriana Barraza – Babel
Cate Blanchett – Tagebuch eines Skandals (Notes on a Scandal)
Jennifer Hudson – Dreamgirls
Rinko Kikuchi – Babel
2007
Amy Ryan – Gone Baby Gone – Kein Kinderspiel
Cate Blanchett – I’m Not There
Jennifer Garner – Juno
Kelly Macdonald – No Country for Old Men
Saoirse Ronan – Abbitte (Atonement)
Tilda Swinton – Michael Clayton
2008
Marisa Tomei – The Wrestler – Ruhm, Liebe, Schmerz
Amy Adams – Glaubensfrage (Doubt)
Penélope Cruz – Vicky Cristina Barcelona
Viola Davis – Glaubensfrage
Kate Winslet – Der Vorleser (The Reader)
2009
Mo’Nique – Precious – Das Leben ist kostbar
Vera Farmiga – Up in the Air
Anna Kendrick – Up in the Air
Diane Kruger – Inglourious Basterds
Julianne Moore – A Single Man

### 2010 bis 2019
2010
Hailee Steinfeld – True Grit
Amy Adams – The Fighter
Mila Kunis – Black Swan
Melissa Leo – The Fighter
Jacki Weaver – Königreich des Verbrechens (Animal Kingdom)
2011
Jessica Chastain – The Tree of Life
Melissa McCarthy – Brautalarm (Bridesmaids)
Janet McTeer – Albert Nobbs
Carey Mulligan – Shame
Shailene Woodley – The Descendants – Familie und andere Angelegenheiten
2012
Anne Hathaway – Les Misérables
Amy Adams – The Master
Ann Dowd – Compliance
Sally Field – Lincoln
Helen Hunt – The Sessions – Wenn Worte berühren
2013
Lupita Nyong’o – 12 Years a Slave
Sally Hawkins – Blue Jasmine
Scarlett Johansson – Her
Jennifer Lawrence – American Hustle
Léa Seydoux – Blau ist eine warme Farbe (Blue is the Warmest Color)
2014
Patricia Arquette – Boyhood
Jessica Chastain – A Most Violent Year
Suzanne Clément – Mommy
Agata Kulesza – Ida
Tilda Swinton – Snowpiercer
2015
Rooney Mara – Carol
Cynthia Nixon – James White
Kristen Stewart – Die Wolken von Sils Maria (Clouds of Sils Maria)
Alicia Vikander – The Danish Girl
Kate Winslet – Steve Jobs
2016
Naomie Harris – Moonlight
Lily Gladstone – Certain Women
Viola Davis – Fences
Octavia Spencer – Hidden Figures – Unerkannte Heldinnen (Hidden Figures)
Michelle Williams – Manchester by the Sea
2017
Laurie Metcalf – Lady Bird
Mary J. Blige – Mudbound
Tiffany Haddish – Girls Trip
Holly Hunter – The Big Sick
Allison Janney – I, Tonya
2018
Regina King – If Beale Street Could Talk
Elizabeth Debicki – Widows – Tödliche Witwen (Widows)
Thomasin McKenzie – Leave No Trace
Emma Stone – The Favourite – Intrigen und Irrsinn (The Favourite)
Rachel Weisz – The Favourite – Intrigen und Irrsinn
2019
Jennifer Lopez – Hustlers
Laura Dern – Marriage Story
Florence Pugh – Little Women
Margot Robbie – Once Upon a Time in Hollywood
Shuzhen Zhao – The Farewell

### Ab 2020
2020
Marija Bakalowa – Borat Anschluss Moviefilm (Borat Subsequent Moviefilm)
Olivia Colman – The Father
Talia Ryder – Niemals Selten Manchmal Immer (Never Rarely Sometimes Always)
Amanda Seyfried – Mank
Yoon Yeo-jeong – Minari – Wo wir Wurzeln schlagen (Minari)
2021
Kirsten Dunst – The Power of the Dog
Ariana DeBose – West Side Story
Ann Dowd – Mass
Aunjanue Ellis – King Richard
Ruth Negga – Seitenwechsel (Passing)
2022
Kerry Condon – The Banshees of Inisherin
Angela Bassett – Black Panther: Wakanda Forever
Jamie Lee Curtis – Everything Everywhere All at Once
Stephanie Hsu – Everything Everywhere All at Once
Dolly de Leon – Triangle of Sadness
2023
Da’Vine Joy Randolph – The Holdovers
Emily Blunt – Oppenheimer
Danielle Brooks – Die Farbe Lila (The Color Purple)
Rachel McAdams – Are You There God? It’s Me, Margaret.
Julianne Moore – May December
2024
Margaret Qualley – The Substance
Aunjanue Ellis-Taylor – Nickel Boys
Ariana Grande – Wicked
Isabella Rossellini – Konklave (Conclave)
Zoe Saldaña – Emilia Pérez